# Scotinotylus apache
Scotinotylus apache là một loài nhện trong họ Linyphiidae.
Loài này thuộc chi Scotinotylus. Scotinotylus apache được Ralph Vary Chamberlin miêu tả năm 1949.